# 桂伸衛門
桂 伸衛門（かつら しんえもん、1983年2月10日 - ）は、落語家。本名∶宮尾 卓。落語芸術協会所属の真打。ユニット「成金」メンバー。出囃子は『玉桂』。

## 来歴
千葉県習志野市出身。千葉県立検見川高等学校、國學院大學文学部中退。國學院大學落語研究会出身。
2006年9月に四代目春雨や雷蔵に入門、前座名は、「春雨や 雷太」。
2010年8月、瀧川鯉八と共に二ツ目に昇進。2014年、第13回さがみはら若手落語家選手権本選会出場。また、高円寺エトアール寄席二ツ目芸人グランプリで優勝する。2016年3月、春雨や雷蔵門下から桂伸治門下に移籍し「桂 伸三」となる。本人によれば、「移籍」は「破門」ではなく雷蔵の意向によるもの。2018年、第17回さがみはら若手落語家選手権優勝。
2020年5月に昔昔亭A太郎、瀧川鯉八と共に真打昇進、桂伸衛門を名乗る。同月から予定されていた真打ち昇進披露興行は、新型コロナウイルスの感染拡大を受け、10月中席に延期となった。

## 人物
両親が熊本県八代市の出身であるため、自分の故郷は熊本の八代市だと述べている。2011年にはTVドラマ『デカワンコ』に出演した。趣味はお節介。

## 受賞歴
- 2014年
  - 第13回さがみはら若手落語家選手権本選会・出場
  - 高円寺エトアール寄席二ツ目芸人グランプリ・優勝
- 2018年 - 第17回さがみはら若手落語家選手権・優勝

## 芸歴
- 2006年 - 四代目春雨や雷蔵に入門、前座名「雷太」。
- 2010年 - 二ツ目昇進。
- 2016年3月 - 桂伸治門下に移籍[2]し、「伸三」と改名。
- 2020年5月 - 真打昇進、「伸衛門」と改名。